# Återvinningsstation

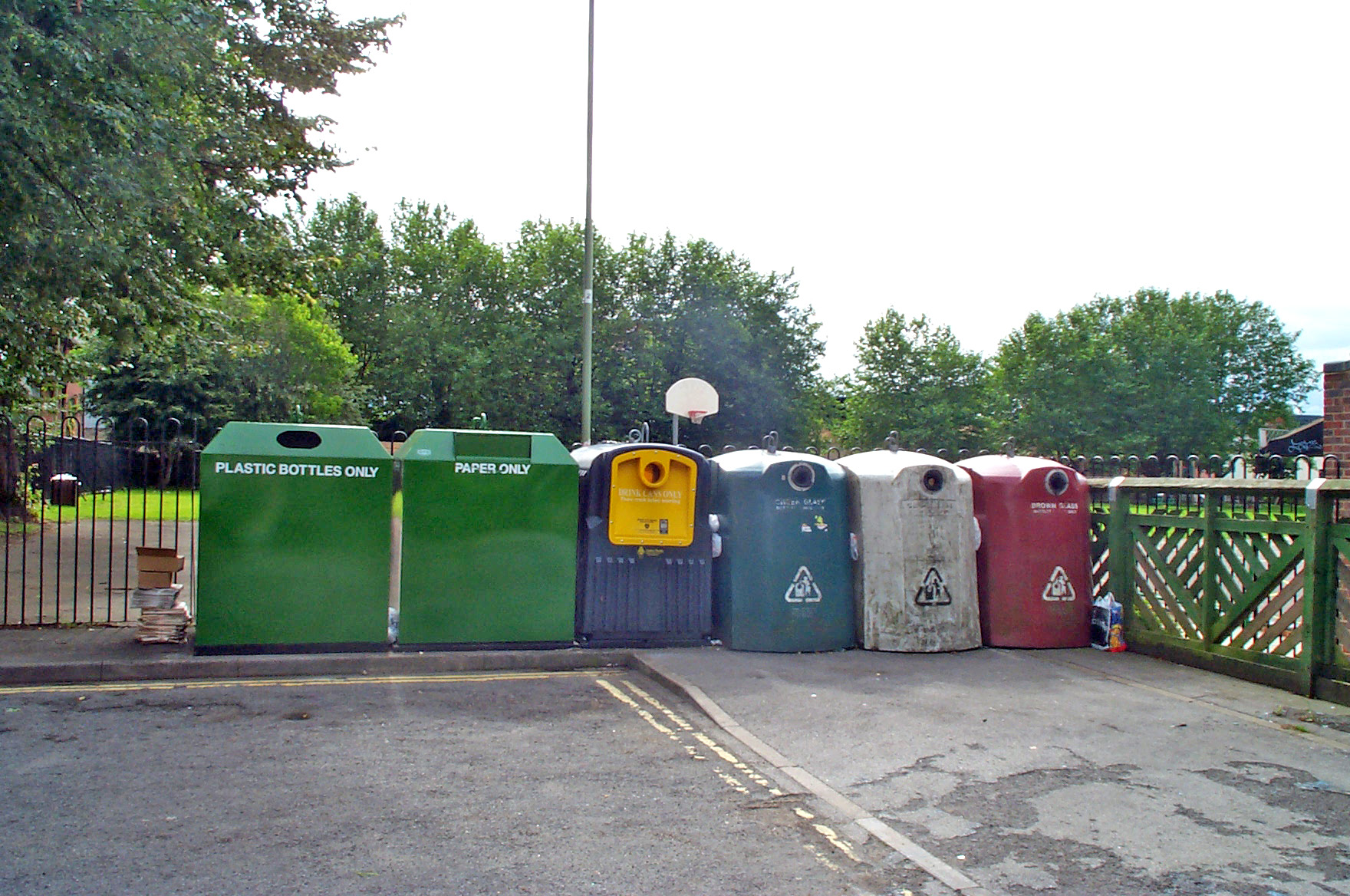
En återvinningsstation i Oxford.

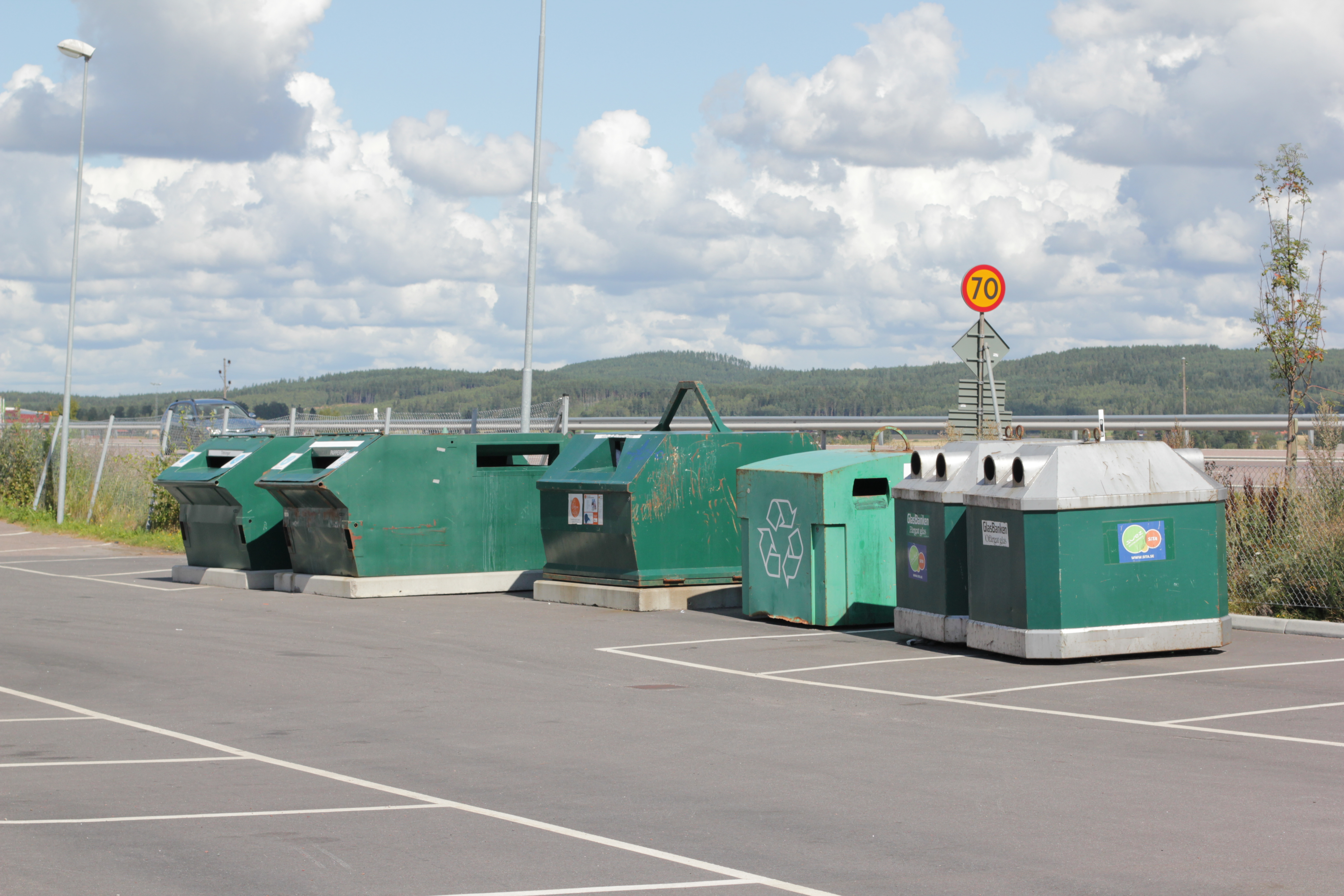
En återvinningsstation i Hedemora.

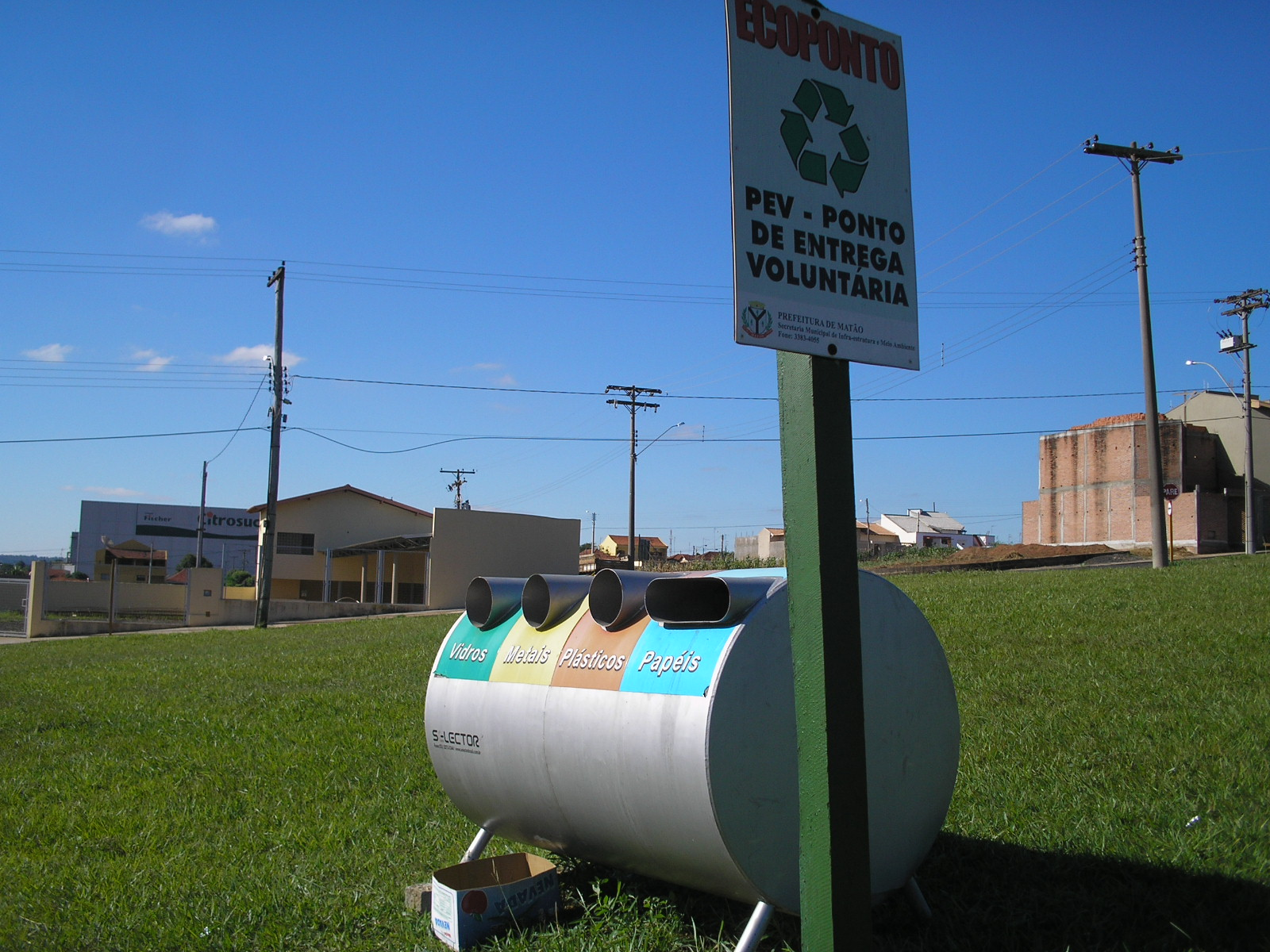
En återvinningsstation i Brasilien.

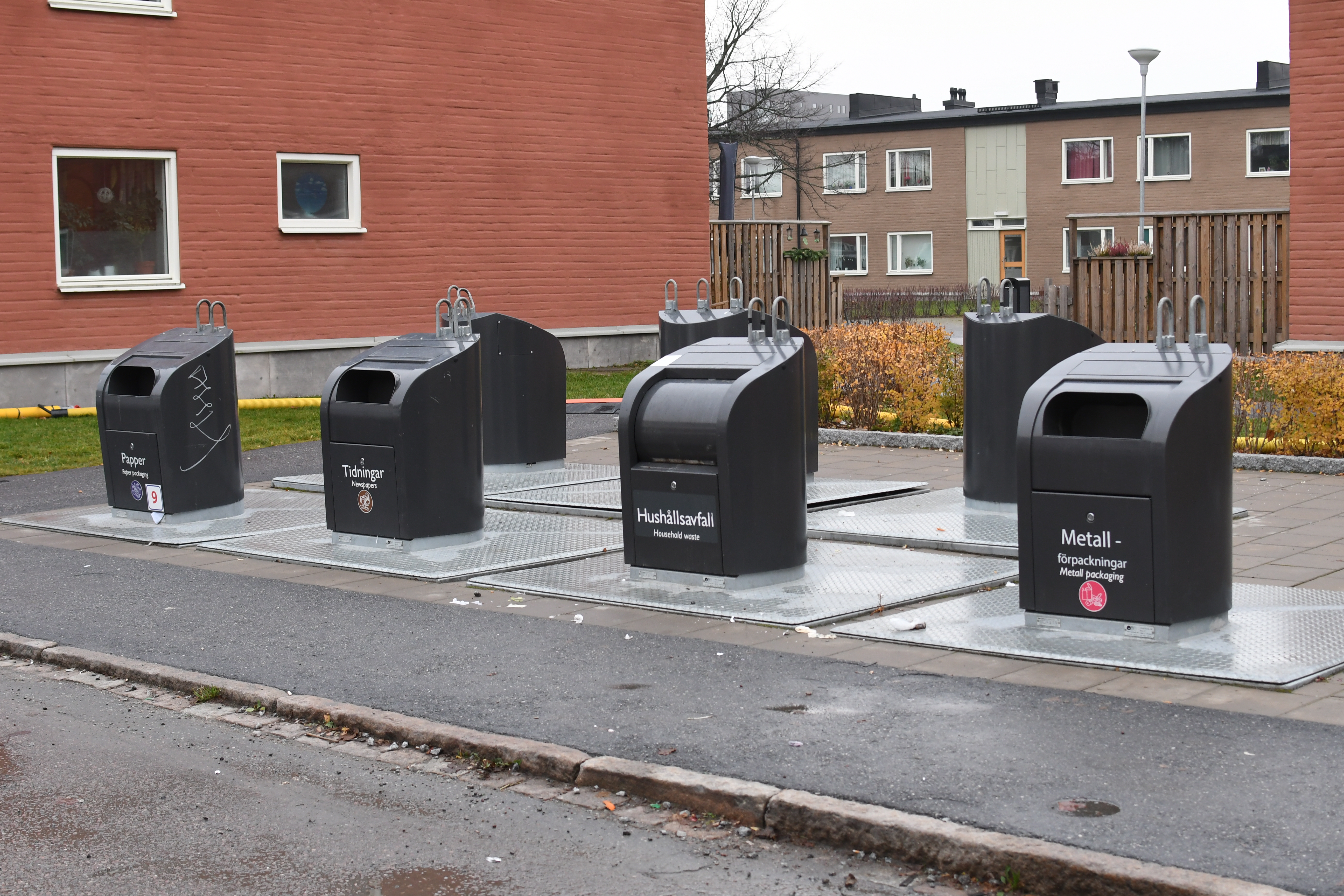
Sopsortering i Uppsala.

Återvinningsstation (även känt som ÅVS, återvinningsgård eller miljöstation) är en stationär facilitet för återlämning av hushållens förpackningsmaterial. På en återvinningsstation kan det även finnas insamling av batterier och kläder. Återvinningsstationer är vanligen placerade på allmänna platser.

## Bakgrund och utveckling
I Sverige byggdes denna infrastruktur ut under mitten av 1990-talet i samband med att producentansvaret för förpackningar infördes i Sverige och omfattar år 2025 ca 4 800 stationer. Ansvaret regleras i förordningen (2022:1274) om producentansvar för förpackningar. Producenterna organiserade sig i en paraplyorganisation vid namn FTI (Förpacknings- och tidningsinsamlingen), vilka tog över ansvaret för återvinningen åt de företag som ingår i organisationen. Principen att det är producenterna som ansvarar för återvinningssystemet heter "polluter pays principle" - den som förorenar ska betala. Den 1 januari 2024 tog kommunerna i Sverige över insamlingsansvaret från FTI.

## Typer av avfall
I Sverige har återvinningsstationer kärl och/eller containrar för följande typer av avfall:
- Färgat och ofärgat glas (separata behållare)
- Metallförpackningar
- Pappersförpackningar
- Förpackningar av plast – Från och med 1 november 2008 tas såväl hårda som mjuka plastförpackningar emot.[4]
- Tidningar (returpapper)

På många återvinningsstationer i Sverige förekommer ytterligare kärl:
- Batteriholk – För insamling av småbatterier av engångstyp.
- Kläder – En aktör som samlar in kläder vid återvinningsstationer är Myrorna, som i första hand återanvänder kläderna genom försäljning. De kläder som inte kan återanvändas går till materialåtervinning.[6] Ett växande problem 2016 var illegala kärl som ställdes upp utan markägarens tillstånd där ändamålet för insamlingen var oklar.[7] Från och med den 1 januari 2025 är det inte längre tillåtet att slänga kläder och textilier bland hushållssoporna/brännbart/restavfall i Sverige.[8]

### Avfall som inte ska lämnas på en återvinningsstation
Endast förpackningar får lämnas till förpackningsinsamling för glas, metall, kartong, plast och papper. Övriga produkter, trots att de är av rätt material, ska istället slängas på återvinningscentral eller i vissa fall även som hushållsavfall/restavfall/brännbart. Tandborstar, disktrasor, stålull, CD-skivor, lampor, blöjor, bomullspinnar, pennor, dammsugarpåsar, plastskålar och kokkärl är exempel på sådant som inte räknas som förpackningar i sammanhanget. Förpacknings- och tidningsinsamlingen uppger att huvudanledningen är att producenterna av övriga produkter inte betalar för återvinningen av deras produkter. Värmeljuskoppar klassas sedan våren 2015 inte längre som metallförpackningar, efter ändringar i EU:s direktiv för producentansvar. Värmeljuskoppar och vekeshållare återvinns dock, separerade från varandra (eftersom det är olika material) och enligt lokala bestämmelser.
Det kan även finnas skillnader i materialet som inte är uppenbara. Blandas exempelvis dricksglas med glasförpackningar får man sämre kvalitet på det återvunna glaset.
Kuvert ska inte lämnas till återvinning. Klistret från kuverten bildar klumpar som lätt orsakar stopp i maskinerna på pappersbruken. Alla kuvert (inklusive fönsterkuvert) ska istället sorteras som hushållsavfall/brännbart/restavfall.
Förpackningar som det är pant på lämnas istället till pantställe såsom pantautomat.
Återvinningsstationer tar inte emot elektronikavfall, som istället mottas av återvinningscentraler.
Annat farligt avfall som inte kan lämnas på en återvinningsstation:
- Bekämpningsmedel och andra gifter
- Bilbatterier
- Bränsle och oljor
- Fotokemikalier
- Färger och limrester
- Glödlampor, lågenergilampor och lysrör
- Lösningsmedel, lacknafta, thinner, terpentin, fotogen och aceton
- Nagellack
- Tändvätska
- Termometrar av kvicksilver, termostater
- Uppladdningsbara batterier
- Vissa avfettnings- och rengöringsmedel

## Sopspioner

### Sverige
Sopspioner (även kallade soppoliser) var beteckningen på de personer som under 2000-talet arbetade med att hålla ordningen kring vissa återvinningsstationer i Sverige. En del sopspioner var pensionerade poliser som arbetade mot provision åt Förpacknings- och tidningsinsamlingen (FTI). Att lämna avfall utanför en avsedd behållare anses som nedskräpning enligt Miljöbalken. Sopspionernas tillvägagångssätt var att fotografera gärningsmännen och deras eventuella fordon samt att samla in soporna och överlämna ärendet till polis och åklagare.
Nio procent av anmälningarna ledde till åtal eller böter. En händelse som väckte stor uppmärksamhet i svensk media var när en 77-åring i Skara blev åtalad 2006 för att ha lämnat en stekpanna vid en återvinningsstation.
Efter kritik både från både allmänheten och Datainspektionen, samt en dom i Länsrätten 2007 gällande brott mot personuppgiftslagen, ersattes systemet med sopspioner, som var som flest ett 25-tal, med ett mindre antal så kallade sopstationsvärdar.
År 2008 ansåg Förpackningsinsamlingen att avskaffandet av sopspioner ledde till ökad förekomst av miljöbrott och nedskräpning samt att det var nödvändigt att koppla in polis och åklagare för att kunna motverka problemen.

## Alternativ till återvinningsstationer

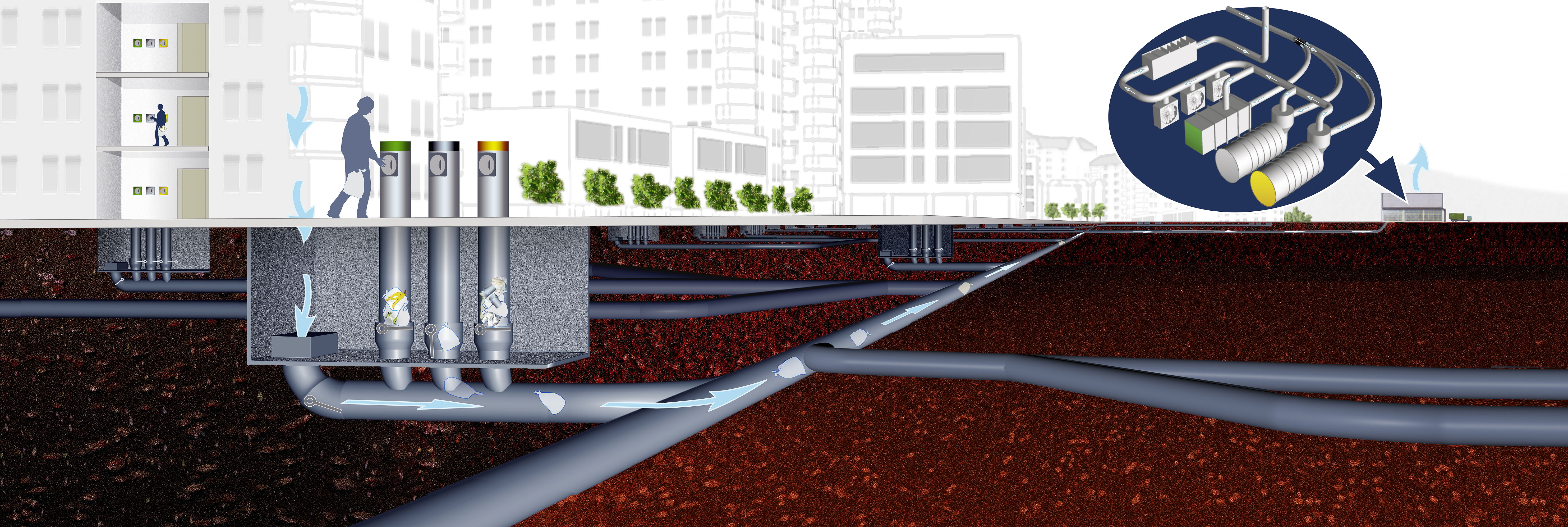
En illustration som visar hur en sopsug eller avfallssug fungerar.

Systemet att hushållet själva tar med sig soporna till ett avlämningsställe (återvinningsstation) kallas på engelska för bring system, i motsats till kerbside (amerikansk engelska: curbside) system, som innebär att hämtningen sker vid hemmen. En del återvinningsstationer, exempelvis i Nederländerna, är byggda under mark med bara inkasthålet över markytan, antingen i ett flerbostadshus eller utomhus. Systemet kallas sopsug eller avfallssug, där soporna genom undertryck sugs genom rör till en uppsamlingsstation eller slutstation. Bland annat Stockholms stad använder sig i viss mån av det.

### Sverige
I Sverige är det vanligt att återvinna på återvinningsstationer. Kommuner satsar även på fastighetsnära återvinning, vilket innebär att man källsorterar i eller vid fastigheten, exempelvis i ett soprum eller på tomtmarken. En metod är en soptunna för varje typ av avfall, vilket kräver mycket utrymme och är vanligt i flerbostadshus och bostadsområden. Ett annat är kärlsortering, vilket innebär ett fåtal soptunnor innehållande olika fack. En tredje metod är färgsortering, som innebär att avfallet sorteras i olikfärgade soppåsar och slängs i en vanlig soptunna. Senast den 1 januari 2027 ska samtliga kommuner i Sverige ha infört fastighetsnära insamling.